# Kingsbridge
Kingsbridge est une petite ville touristique de 5 800 habitants environ située dans le comté du Devon, dans le sud de l'Angleterre.

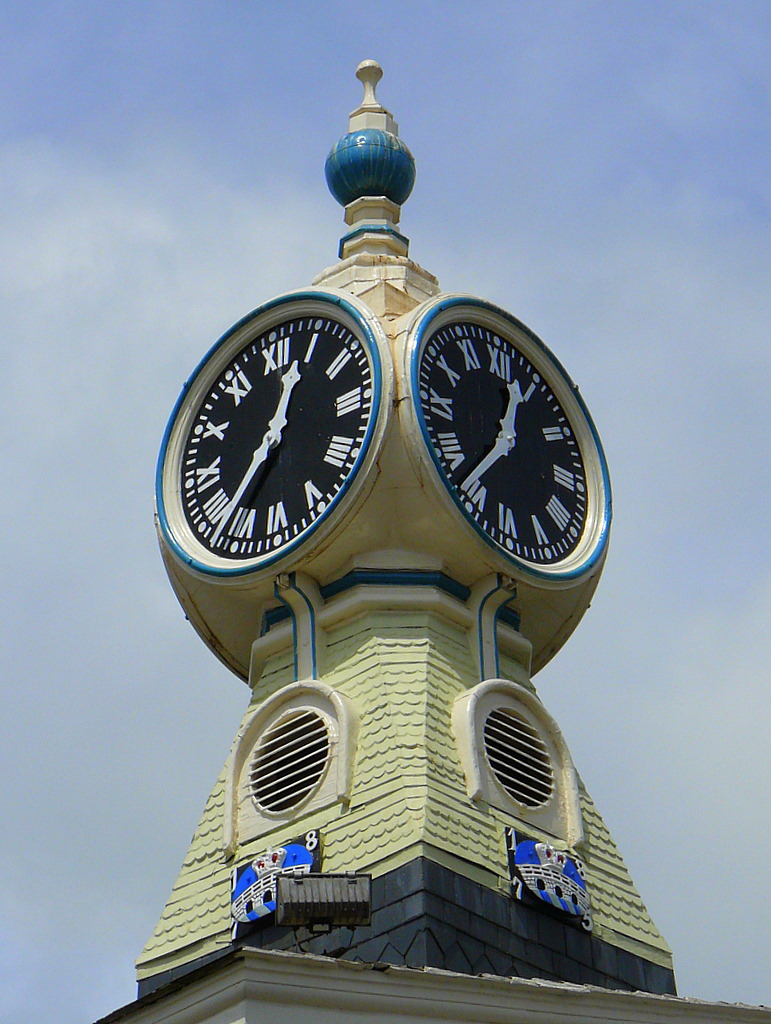
Horloge de l'ancien hôtel de ville

Kingsbridge possédait le principal marché de la zone pendant des siècles. La proximité de la spectaculaire côte sud du Devon en a fait une ville particulièrement touristique depuis plus de deux siècles.
Le best-seller de Ken Follett, Les Piliers de la Terre, ainsi que sa suite Un monde sans fin raconte la construction d'une cathédrale dans une ville anglaise fictive du même nom au XIIe siècle, Kingsbridge n'ayant jamais eu de cathédrale.

## Jumelage
Isigny-sur-Mer, Calvados, Normandie, France
 Weilerbach, Kaiserslautern, Rhénanie-Palatinat, Allemagne

## Personnalités liées
- Giselle Ansley (1992-), joueuse de hockey sur gazon britannique, membre de l'équipe de Grande-Bretagne de hockey sur gazon féminin et championne olympique, y est née.
- James Anthony Froude (1818-1894), historien, romancier, biographe, éditeur du Fraser's Magazine, y est mort.
- Ernest Johnson (1912-1997), coureur cycliste britannique, y est mort.
- George Montagu (1753-1815), naturaliste, y est mort.